# 王梧州
王梧州（1953年12月12日—），臺北市萬華區人，環南綜合市場「全珍食品公司」負責人、鴨肉攤商，華江社區發展協會第5、6屆理事長、慈善家。

## 生平

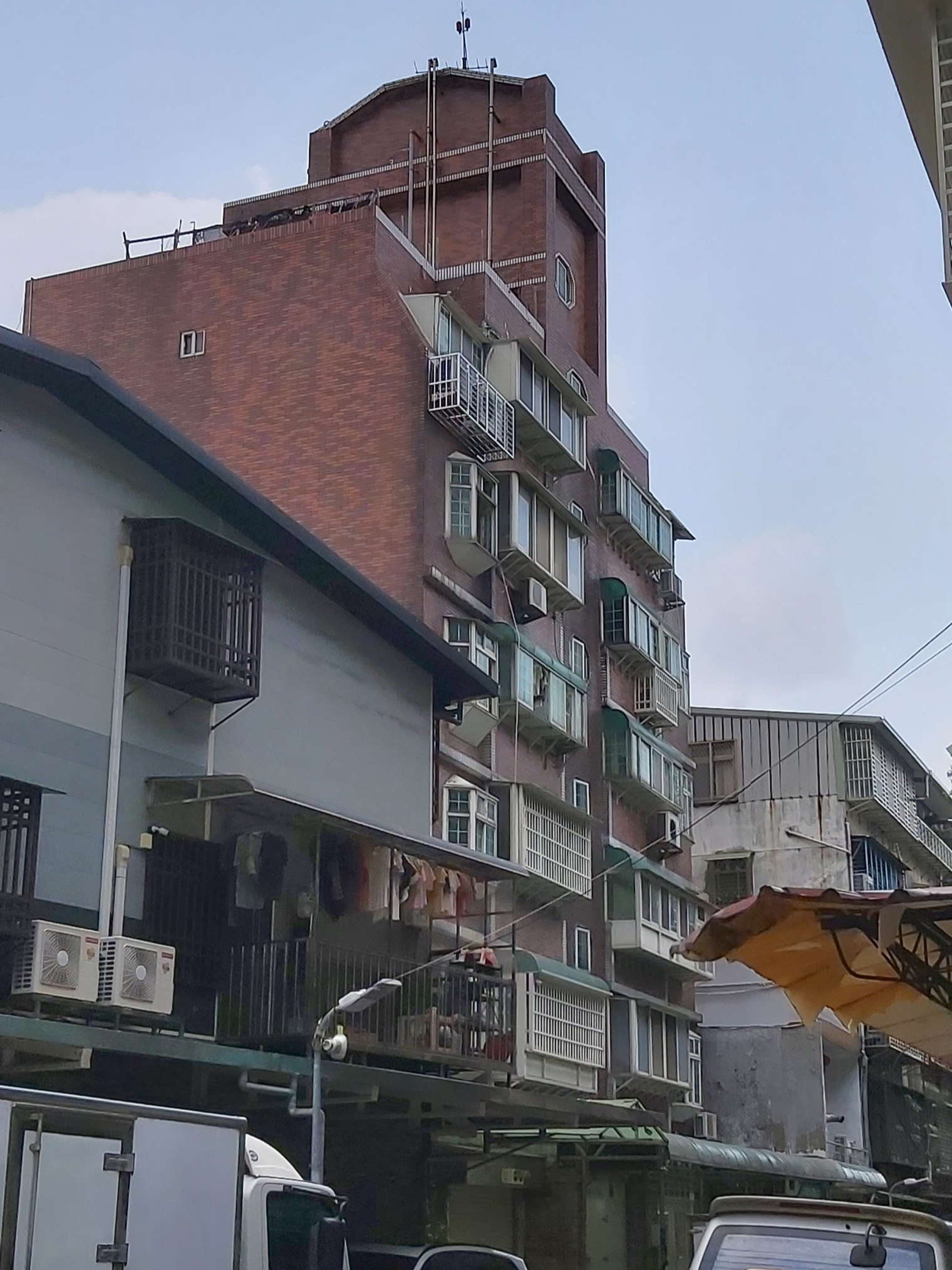
王梧州家族於臺北市萬華區長順街14巷的寓所，作為「全珍烤鴨店」店址與華江社區發展協會會址。

王梧州的父親為「全珍雞鴨行」創辦人，家族以經營板鴨店和販賣烤鴨起家，王承繼家業持續經營烤鴨店，專門批發鴨肉予自助餐店、便當店與市場等賣場販賣，平均一天可販售約50至60隻肉鴨。晚年由其子王淳正實際負責業務並經營「全珍冷凍食品公司」。其於臺北市華江社區發展協會理、監事任內推動成立社區關懷據點、老人送餐服務，利用自家產業存取社區建設基金投入公益，設置社區巡守隊、環保志工隊並籌辦「華江雁鴨季」，志於開辦「華江大食堂」，供社區弱勢居民用餐。
2015年，王梧州向臺北市政府工務局公園路燈工程管理處認養環河南路高架橋下帶狀區域，著手改造、興建「華江蝴蝶生態園區」，於2018年3月籌辦「華江蝴蝶季」。

## 選舉記錄
王梧州曾於2014年、2018年兩度以無黨籍獨立人士身份參選萬華區華江里里長，皆敗於中國國民黨籍的候選人、地政士楊華中。
2022年，王梧州從事護理學專業的兒媳洪佳君成功當選華江里里長，並繼之擔任社區發展協會理事長。